# Cochemiea theresae

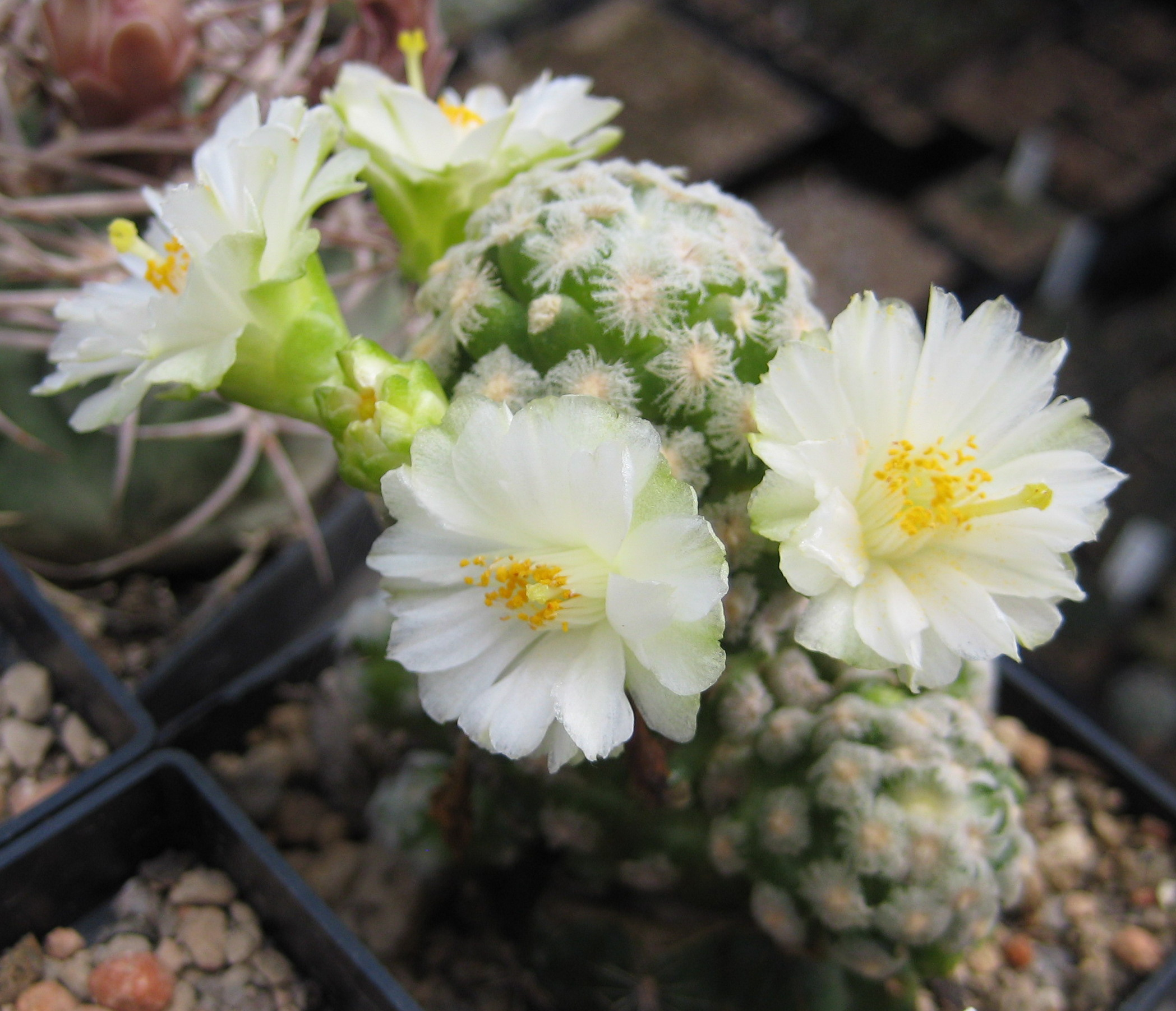
Weiß blühende Form

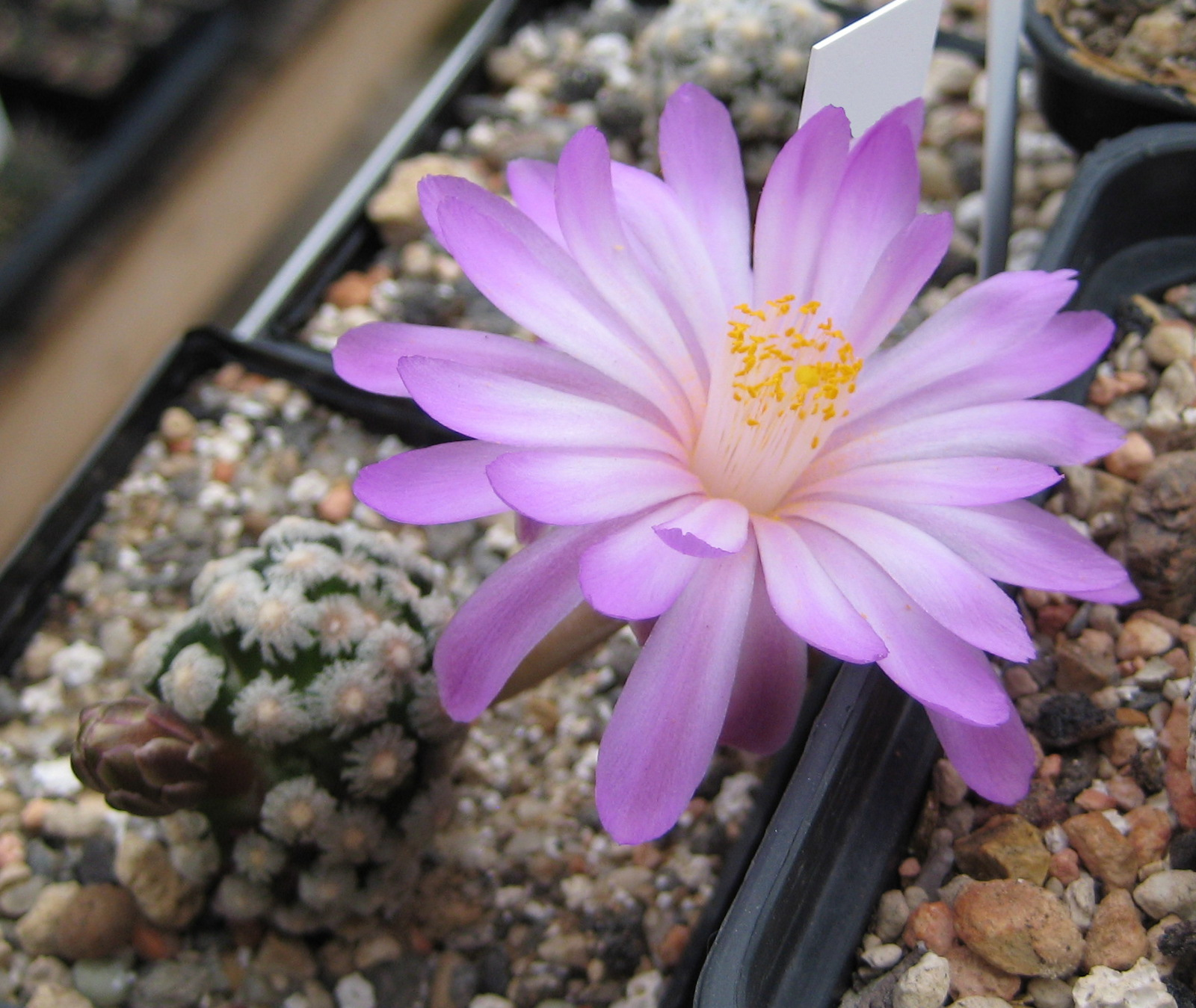
Cochemiea theresae

Cochemiea theresae ist Pflanzenart aus der Gattung Mammillaria in der Familie der Kakteengewächse (Cactaceae). Das Artepitheton theresae ehrt die US-Amerikanerin Therese Bock, die Ehefrau des Kakteensammlers John Bock aus Sharon, die Entdeckerin der Art.

## Beschreibung
Cochemiea theresae wächst für gewöhnlich einzeln und nur selten verzweigt. Die kugelförmigen bis zylindrischen, olivgrünen Triebe erreichen eine Wuchshöhe von 4 Zentimeter und einen Durchmesser von 1 bis 3 Zentimeter und gehen in eine kräftige Pfahlwurzel über. Zwischen den zylindrischen Warzen befinden sich die wenig bewollten Axillen. Ein Mitteldorn wird nicht ausgebildet. Die durchscheinenden weißen bis gelblich weißen, etwa 22 bis 30 Randdornen sind federig und bis 2 Millimeter lang.
Die trichterartigen und violettpurpurfarbenen Blüten haben eine Länge von 3,5 bis 4,5 Zentimeter und einen Durchmesser von 3 Zentimetern. Die keuligen Früchte sind im Pflanzenkörper eingebettet und bis 10 Millimeter lang.  Sie enthalten schwarze Samen.

## Verbreitung, Systematik und Gefährdung
Cochemiea theresae ist im Nordwesten von Mexiko im Bundesstaat Durango verbreitet. Entdeckt wurden die Pflanzen erstmals 1966 von der Amerikanerin Therese Bock auf einer Urlaubsreise unterhalb des Conetopasses auf 2100 bis 2500 Metern Höhe.
Die Erstbeschreibung als Mammillaria theresae erfolgte 1967 durch Ladislaus Cutak. Alexander Borissovitch Doweld stellte die Art im Jahr 2000 in die Gattung Cochemiea.
In Kultur existiert eine rein weiß blühende Form der Art, die oft als Varietät bezeichnet wird.
In der Roten Liste gefährdeter Arten der IUCN wird die Art als „Critically Endangered (CR)“, d. h. als vom Aussterben bedroht geführt.

## Nachweise